# Valon Zumberi
Valon Zumberi (Hamburgo, Alemania, 24 de noviembre de 2002) es un futbolista kosovar, nacido en Alemania y por tanto posee doble nacionalidad. Juega de Defensa y su equipo actual es el Hamburgo S.V. de la 2. Bundesliga de Alemania. Zumberi es convocable tanto para Alemania como para Kosovo.

## Trayectoria
El 12 de noviembre de 2022 hizo oficial su debut con el Hamburgo S.V. en un encuentro de 2. Bundesliga ante el SV Sandhausen.

## Clubes
| Club           | País     | Año  |
| -------------- | -------- | ---- |
| Hamburgo S. V. | Alemania | 2022 |